# Periórbita
 La periorbita es el área alrededor de la órbita. A veces se refiere específicamente a la capa de tejido que rodea la órbita que consiste en periostio. Sin embargo, puede referirse a cualquier cosa que esté alrededor de la órbita, como en la celulitis periorbital . 